# 幼稚園教員養成機関
幼稚園教員養成機関（ようちえんきょういんようせいきかん）とは、幼稚園教員を養成する課程のある高等教育機関を指す名称である。

## 概要
- 現在、日本では大学・短期大学・専修学校において設置されている。保育士養成課程も同時に設置されているケースが多い。
- かつては、大学・短期大学以外にも文部大臣（現在の文部科学大臣）の指定する教員養成所が新設されることも多かったが、近年では指定保育士養成施設として設置される専修学校はあっても、同時に幼稚園教員養成課程は設置されなくなっている[1]すなわち、近年では幼稚園教員養成課程を新たに設置する専修学校は存在しなくなっている。
- 近年、幼保一元化の影響もあってか保育士養成課程だけでは不十分なので、幼稚園教員養成課程を置く必要性も高まっていると思われることからも短期大学や大学ではその課程を設置しているケースも少なくない。
- たとえば、東萌保育専門学校はかつて指定保育士養成施設ではあっても幼稚園教員養成機関ではなかったが、埼玉東萌短期大学に改組されて初めて幼稚園教員養成機関にも認可されている。このことからも旧来の専修学校を短期大学に改組することで同時に幼稚園教員養成機関としての役割も果たしていることがうかがえる。
- 大学や短期大学では、小学校教員養成課程も同時に設置しているケースもある。

## 日本の幼稚園教員養成機関
- 旭川大学女子短期大学部
- 光塩学園女子短期大学ほか